# スペースX CRS-4
スペースX CRS-4はNASAとスペースXの契約で2014年9月21日に打ち上げられ、2014年9月23日に国際宇宙ステーション(ISS)に到着した行われたISSの補給ミッション。SpX-4としても知られる。スペースXの無人型ドラゴン補給機の6機目であり、商業軌道輸送サービス契約下の運用ミッションとしては4回目であった。
契約で輸送する補給品、装置類に加え、宇宙空間での3Dプリンタ実験装置、地球風速測定装置、ステーションから展開させる小型衛星などの装置や、ISSでの長期研究用の20匹の鼠も搭載されていた

## 打ち上げ

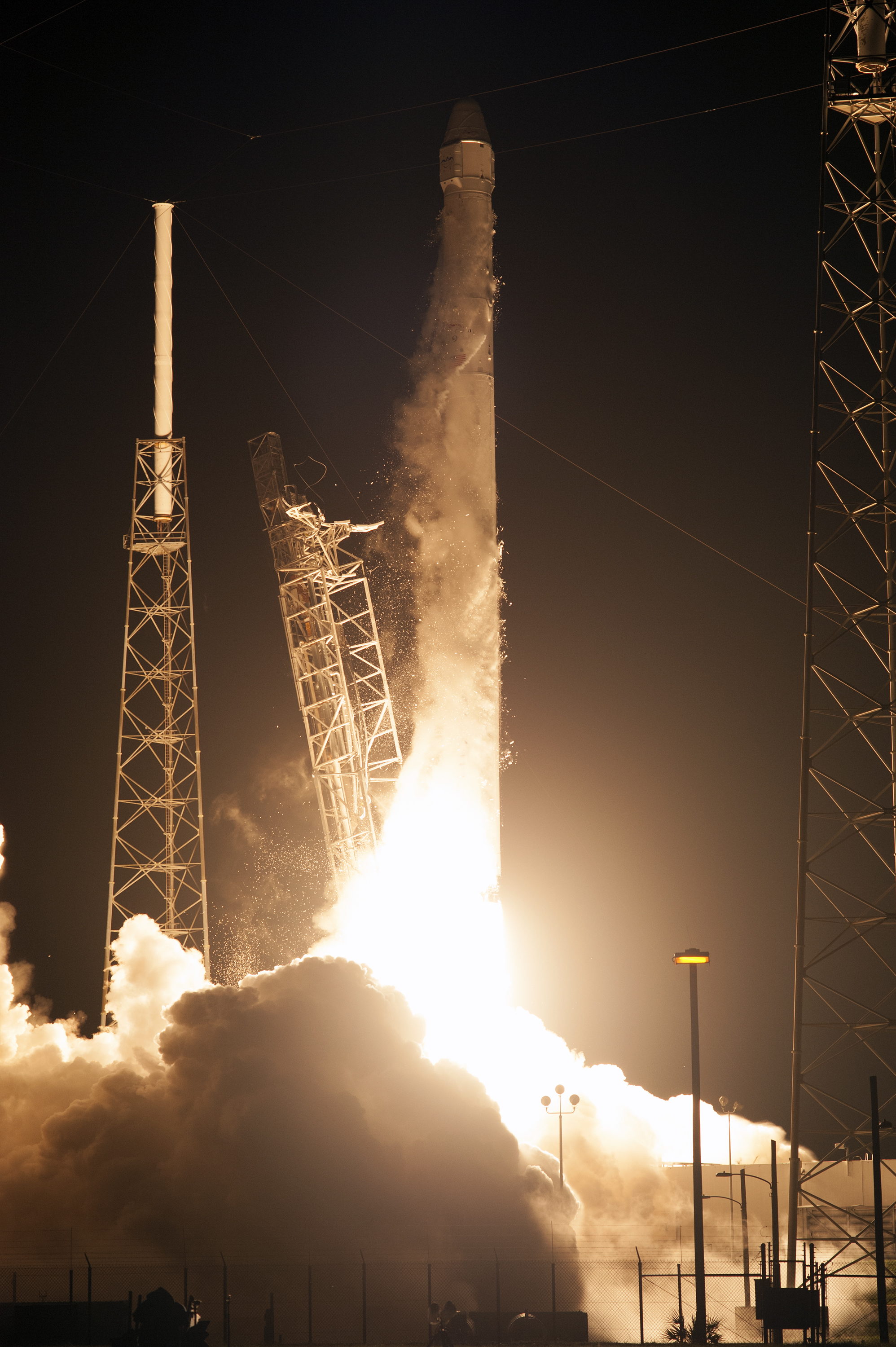
CRS-4を搭載したファルコン9の打ち上げ、2014年9月21日

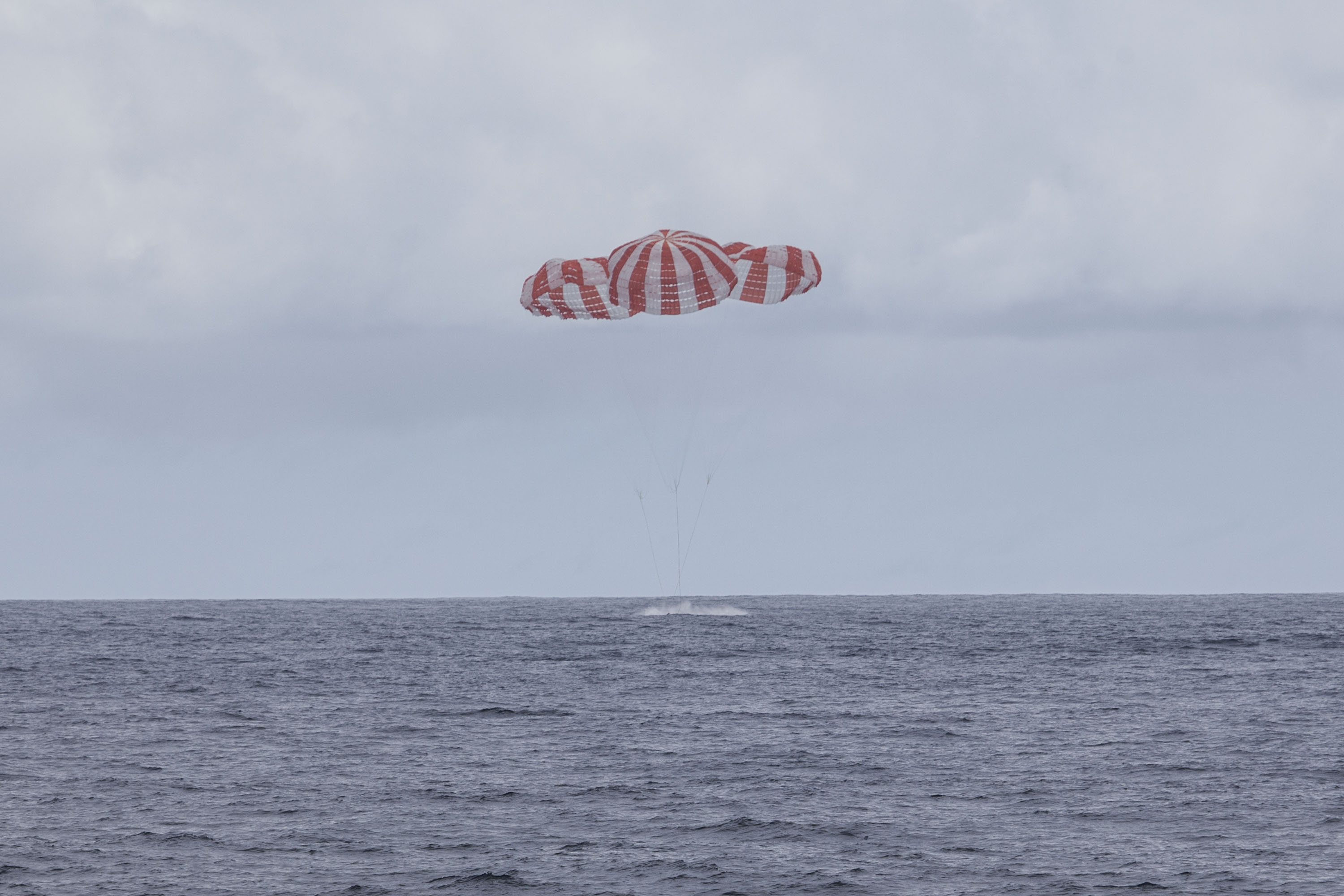
大西洋に着水するCRS-4、2014年10月25日

2014年9月20日の打ち上げ予定であったが、悪天候で中止された。その後、2014年9月21日1時52分(東部夏時間、世界標準時5時52分)にフロリダ州のケープカナベラル空軍基地から打ち上げられた。

## 主要貨物
NASAはCRS-4のミッションを契約し、この中で主要貨物、打ち上げ日時、目標軌道要素などを決めていた。
貨物は4885ポンドであり、うち乗員への補給は1380ポンド程度だった。
搭載貨物には海面から反射するマイクロ波で風速を計り天気予報を支援するために設計され、外部ペイロードとして打ち上げられコロンバスの端に取り付けられる散乱計のISS-RapidScatのほか、ISSからの小型衛星の放出する装置として、SSIKLOPS、テックショット社が開発しCASISやNASAが二重エネルギーX線吸収測定法でマウスの骨塩量と組織の増減を測定することを見込む、骨密度計測装置のような新しいステーション向け恒久的生命科学研究施設などの装置類を搭載していた。

## 二次貨物
スペースXは積荷目録、計画、搭載二次貨物の主要な権限を持っていた。しかし、NASAとの契約で2次貨物は指定された危険を排除することを含む一定の制限があり、契約指定の成功確率とファルコン9の第2段が最初に低軌道を達成した後の2回の衛星のリブーストを行う安全余地が要求された。
CRS-4ではISSでの無重力下3Dプリント実験装置や、ISSから放出するSPINSAT小型衛星、さらに20匹のネズミなどが搭載されていた。

### 無重力下3Dプリント実験装置
無重力下3Dプリント実験装置は3Dプリント技術の宇宙での利用を明らかにする研究である。3Dプリントは熱せられた物質を押し出して形状を作り、層を重ねることで3次元的な構造を作る方式である。無重力下3Dプリント実験装置はカリフォルニア州マウンテンビューのメイド・イン・スペース社によって微小重力向けに特別に設計された3Dプリンタである。この特別に製造された3Dプリンタは地球を離れて部品を製造する最初の装置である。無重力下3Dプリント実験装置は無重力空間での積層造形の可能性を検証する。ISSでの実験は深宇宙有人探査計画や宇宙での製造などの宇宙空間の活動を広げるに重要な基礎的知見の一つであり、宇宙での応需型機械工場の確立に向けた初手であるとされる。

### SPINSAT
SPINSATはアメリカ合衆国海軍研究所が大気密度研究のために製造した56cmの直径の球体。
SPINSATはデジタル固体推進(DSSP)社のの電気固体推進剤(ESP)スラスタの技術実証機である。DSSPの技術は電流が流れるときのみ点火するプラスチゾルを利用して、非常に小型で重量制限があるために不可能であったキューブサットなどの小型衛星の軌道マヌーバを可能にするものである。これはDSSPの関わる衛星の初飛行であり、きぼうのエアロックから展開された。衛星の12機のスラスター束は電荷が通過する時だけ不活性な固体燃料を燃焼させる特性であり、衛星はISSの居住部内で作動させる必要があったため、計画はNASAの安全専門家が承認をおこなった。

### 宇宙飛行鼠
げっ歯類に対する微小重力の長期影響の研究のため、20匹のネズミがISSに輸送されている。

## 第1段着陸実験
CRS-4に利用されたファルコン9の第1段はアメリカ合衆国東海岸沖の大西洋上で大気圏に再突入した。再突入は高速火星大気圏突入の研究の一端としてNASAのWB-57で撮影された。
2015年11月、第1段の破片が英国の南西部のシリー諸島沖に浮かんでいるのが発見された。

## 註